# كريستيان نورييغا
كريستيان نورييغا (بالإسبانية: Cristian Noriega)‏ هو لاعب كرة قدم غواتيمالي في مركز الدفاع، ولد في 20 مارس 1987 في مدينة غواتيمالا في غواتيمالا. شارك مع منتخب غواتيمالا لكرة القدم. أما مع النوادي، فقد لعب مع ميونيسيبال.

## وصلات خارجية
- كريستيان نورييغا على موقع الاتحاد الدولي (مؤرشف)  (الإنجليزية)
- كريستيان نورييغا على موقع قاعدة بيانات كرة القدم.إي يو (الإنجليزية)
- كريستيان نورييغا على موقع ناشيونال فوتبول تيمز (الإنجليزية)